# Quatre Jours de Dunkerque 1979
La 25e édition des Quatre Jours de Dunkerque a eu lieu du 9 au 13 mai 1979. La course compte sept étapes, dont deux demi-étapes constituées d'une étape raccourcie et d'un contre-la-montre individuel, puis deux demi-étapes raccourcies, et porte sur un parcours de 926,2 kilomètres. La première étape, formant une boucle de 207 kilomètres autour de Dunkerque, est remportée par le Belge Marc Demeyer, qui devient prend la tête du classement général pour quatre étapes ; la deuxième étape, reliant Aire-sur-la-Lys à Saint-Quentin en 184 kilomètres, l'est à nouveau par Marc Demeyer ; la troisième étape, 198 kilomètres entre Saint-Quentin et Saint-Amand-les-Eaux, l'est par le Néerlandais Martin Havik ; la quatrième étape secteur a, ralliant Saint-Amand-les-Eaux à Villeneuve-d'Ascq en 118 kilomètres, l'est par le Belge Roger De Vlaeminck, tandis que son compatriote Daniel Willems remporte le contre-la-montre individuel de la quatrième étape secteur b de 19,2 kilomètres ayant pour départ et arrivée Villeneuve-d'Ascq, il prend la tête du classement général ; la cinquième étape secteur a, 116 kilomètres entre Villeneuve-d'Ascq et Poperinge l'est par Marc Demeyer qui signe sa troisième victoire d'étape sur la course ; enfin, la cinquième étape secteur b, 84 kilomètres entre Poperinge et Dunkerque, l'est par le Belge Roger De Vlaeminck tandis que Daniel Willems remporte le classement général.

## Étapes
| \| Dunkerque Aire-sur-la-Lys Saint-Quentin Saint-Amand-les-Eaux Villeneuve-d'Ascq Poperinge \| Carte des villes accueillant les départs et les arrivées. |
| Dunkerque Aire-sur-la-Lys Saint-Quentin Saint-Amand-les-Eaux Villeneuve-d'Ascq Poperinge                                                                 |

L'édition 1979 des Quatre Jours de Dunkerque est divisée en sept étapes réparties sur cinq jours. L'arrivée de la 2e étape et le départ de la 3e étape ont lieu à Saint-Quentin, dans l'Aisne, tandis que l'arrivée de la 5e étape secteur a et le départ de la 5e étape secteur b ont lieu à Poperinge en Belgique. La quatrième étape est divisée en une étape raccourcie et en un contre-la-montre individuel, alors que l'étape suivante est subdivisée en deux demi-étapes.
| Étape,    | Date   | Villes étapes                            |                             | Distance (km) | Vainqueur d’étape  | Leader du classement général |
| --------- | ------ | ---------------------------------------- | --------------------------- | ------------- | ------------------ | ---------------------------- |
| 1re étape | 9 mai  | Dunkerque - Dunkerque                    |                             | 207           | Marc Demeyer       | Marc Demeyer                 |
| 2e étape  | 10 mai | Aire-sur-la-Lys - Saint-Quentin          |                             | 184           | Marc Demeyer       | Marc Demeyer                 |
| 3e étape  | 11 mai | Saint-Quentin - Saint-Amand-les-Eaux     |                             | 198           | Martin Havik       | Marc Demeyer                 |
| 4ea étape | 12 mai | Saint-Amand-les-Eaux - Villeneuve-d'Ascq |                             | 118           | Roger De Vlaeminck | Marc Demeyer                 |
| 4eb étape | 12 mai | Villeneuve-d'Ascq - Villeneuve-d'Ascq    | Contre-la-montre individuel | 19,2          | Daniel Willems     | Daniel Willems               |
| 5ea étape | 13 mai | Villeneuve-d'Ascq - Poperinge (BEL)      |                             | 116           | Marc Demeyer       | Daniel Willems               |
| 5eb étape | 13 mai | Poperinge (BEL) - Dunkerque              |                             | 84            | Roger De Vlaeminck | Daniel Willems               |

## Classement général
Les Quatre Jours de Dunkerque 1979 sont remportés par le Belge Daniel Willems (IJsboerke-Warncke Eis) en 22 h 46 min 6 s. Il est suivi à 49 s par le Néerlandais Bert Oosterbosch (Ti-Raleigh-McGregor) et à 51 s par le Belge Jean-Luc Vandenbroucke (Peugeot-Esso-Michelin),,.
| \| Classement général \| Classement général \| Classement général \| Classement général \| Classement général \| \| Coureur \| Coureur \| Pays \| Équipe \| Temps \| \| ------------------ \| ---------------------- \| ------------------ \| --------------------- \| ------------------ \| \| 1er \| Daniel Willems \| Belgique \| IJsboerke-Warncke Eis \| 22 h 46 min 06 s \| \| 2e \| Bert Oosterbosch \| Pays-Bas \| TI-Raleigh-McGregor \| + 49 s \| \| 3e \| Jean-Luc Vandenbroucke \| Belgique \| Peugeot-Esso-Michelin \| + 51 s \| \| 4e \| Gregor Braun \| Allemagne \| Peugeot-Esso-Michelin \| + 1 min 03 s \| \| 5e \| Leo van Vliet \| Pays-Bas \| TI-Raleigh-McGregor \| + 1 min 46 s \| \| 6e \| André Dierickx \| Belgique \| IJsboerke-Warncke Eis \| + 1 min 46 s \| \| 7e \| Roger Rosiers \| Belgique \| La Redoute-Motobécane \| + 1 min 54 s \| \| 8e \| Hennie Kuiper \| Pays-Bas \| Peugeot-Esso-Michelin \| + 1 min 55 s \| \| 9e \| Roger Legeay \| France \| Peugeot-Esso-Michelin \| + 2 min 04 s \| \| 10e \| Jacques Bossis \| France \| Peugeot-Esso-Michelin \| + 2 min 09 s \| |                        |           |                       |                  |
| |                        |           |                       |                  |
| |                        |           |                       |                  |
| Classement général |                        |           |                       |                  |
| Coureur | Coureur                | Pays      | Équipe                | Temps            |
| 1er | Daniel Willems         | Belgique  | IJsboerke-Warncke Eis | 22 h 46 min 06 s |
| 2e | Bert Oosterbosch       | Pays-Bas  | TI-Raleigh-McGregor   | + 49 s           |
| 3e | Jean-Luc Vandenbroucke | Belgique  | Peugeot-Esso-Michelin | + 51 s           |
| 4e | Gregor Braun           | Allemagne | Peugeot-Esso-Michelin | + 1 min 03 s     |
| 5e | Leo van Vliet          | Pays-Bas  | TI-Raleigh-McGregor   | + 1 min 46 s     |
| 6e | André Dierickx         | Belgique  | IJsboerke-Warncke Eis | + 1 min 46 s     |
| 7e | Roger Rosiers          | Belgique  | La Redoute-Motobécane | + 1 min 54 s     |
| 8e | Hennie Kuiper          | Pays-Bas  | Peugeot-Esso-Michelin | + 1 min 55 s     |
| 9e | Roger Legeay           | France    | Peugeot-Esso-Michelin | + 2 min 04 s     |
| 10e | Jacques Bossis         | France    | Peugeot-Esso-Michelin | + 2 min 09 s     |